# Urueña
Urueña község Spanyolországban, Valladolid tartományban. Urueña Castromonte, San Cebrián de Mazote, Villardefrades, Villanueva de los Caballeros és Villagarcía de Campos községekkel határos. Lakosainak száma 203 fő (2024).

## Népesség
A település népessége az utóbbi években az alábbiak szerint változott:
| Lakosok száma | 211  | 213  | 223  | 225  | 203  | 182  | 192  | 182  | 203  | 203  |
|               | 2001 | 2004 | 2007 | 2009 | 2012 | 2014 | 2017 | 2019 | 2022 | 2024 |